# 住友真世
住友 真世（すみとも まよ、1965年10月26日 - ）は、日本のフリーアナウンサー、会社経営者。かつては共同テレビジョンに所属していた。

## 略歴
徳島県出身。国立音楽大学声楽科卒業。
1988年4月に福島テレビに入社し、同局のアナウンサーになる。在籍中、同局夕方のニュース番組と東北地方ブロックネットのニュース番組を主に担当していた。
1993年7月に福島テレビを退社。フリーに転向し、全国ネットの地上波テレビ番組でレギュラーを持つ。また退社直後には、慶應義塾大学法学部の社会人向け講座で法律を学んでいた。
1990年代後期からは、NHK衛星第1テレビで放送のニュース番組を中心に活動していた。この時期、福島女子短期大学の生活教養科と秘書科の客員講師も務めていた。

## 出演

### テレビ番組
- FTVテレポート（福島テレビ） - キャスター
- ニュース一番星（東北地方のFNN加盟局ブロックネット番組） - 福島テレビ中継キャスター
- 県政広報番組 210万人のひろば（福島テレビ）[1]
- FNNスーパータイム（フジテレビ） - リポーター、スタッフ[1]
- 関口宏のびっくりトーク ハトがでますよ!（読売テレビ） - アシスタント
- 欧米ニュース（NHK衛星第1テレビ）[3]
- ヨーロッパニュース（NHK衛星第1テレビ）[4]
- BSニュース50（NHK衛星第1テレビ）
- ワールドニュースBS22 → BS22（NHK衛星第1テレビ）[5][6]
- BS23（NHK衛星第1テレビ）[7]
- ワールドビジネスサテライト土曜版（テレビ東京） - キャスター

### 講演・イベント
- スピンオフ・ベンチャー推進フォーラム（2003年、主催：経済産業省） - 総合司会
- 『はたらくを楽しもう』を考える2日間（2004年、主催：インテリジェンス） - 司会
- 第38回 日経健康セミナー21「家族で考える禁煙〜タバコの問題は家族の問題〜」（2004年、主催：日本経済新聞社） - コーディネーター
- NIKKEI 丸の内キャリア塾 Specialセミナー in 恵比寿（2005年、主催：日本経済新聞社） - コーディネーター
- 人材活用戦略セミナー（2005年、主催：日経BP社） - モデレーター
- NIKKEI 丸の内キャリア塾 Specialセミナー12/4（2006年、主催：日本経済新聞社）-  コーディネーター